# Вяхтелево
Вя́хтелево (фин. Vähikkälä) — деревня в Гатчинском муниципальном округе Ленинградской области.

## История
На карте Санкт-Петербургской губернии 1792 года А. М. Вильбрехта деревня отсутствует.
На «Топографической карте окрестностей Санкт-Петербурга» Военно-топографического депо Главного штаба 1817 года упоминается деревня Вяхтелево из 27 дворов.
Деревня Вяхтилева из 33 дворов обозначена на «Топографической карте окрестностей Санкт-Петербурга» Ф. Ф. Шуберта 1831 года.

ВЯХТЕЛЕВО — деревня принадлежит Самойловой, графине, число жителей по ревизии: 96 м. п., 104 ж. п. (1838 год)

На карте Ф. Ф. Шуберта 1844 года и карте С. С. Куторги 1852 года деревня называлась Вяхтилева и состояла из 33 дворов.
На этнографической карте Санкт-Петербургской губернии П. И. Кёппена 1849 года она обозначена как деревня «Wähikkälä», расположенная в ареале расселения савакотов. В пояснительном тексте к этнографической карте деревня записана как Wähikkälä (Вяхтелево), а также указано количество её жителей на 1848 год: савакотов — 105 м. п., 126 ж. п., всего 231 человек.

ВЯХТЕЛЕВО — деревня Царскославянского удельного имения, по просёлочной дороге, число дворов — 32, число душ — 102 м. п. (1856 год)

Согласно «Топографической карте частей Санкт-Петербургской и Выборгской губерний» в 1860 году деревня называлась Вяхтелева и насчитывала 32 крестьянских двора.

ВЯХТЕЛЕВО — деревня удельная при реке Ижоре, число дворов — 32, число жителей: 118 м. п., 115 ж. п. (1862 год)

В 1879 году деревня Вяхтилева насчитывала 32 двора.

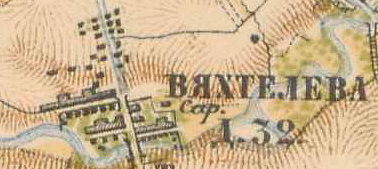
План деревни Вяхтелево. 1885 год

В 1885 году, согласно карте окрестностей Петербурга, деревня Вяхтелева также насчитывала 32 двора. Сборник же Центрального статистического комитета описывал её так:

ВЯХТЕЛЕВА — деревня бывшая удельная при реке Ижоре, дворов — 43, жителей — 170; лавка. (1885 год).

В конце XIX — начале XX века деревня административно относилась к Покровской волости 1-го стана Царскосельского уезда Санкт-Петербургской губернии. Население деревни было исключительно финским.
К 1913 году количество дворов в деревне увеличилось до 53.
В 1917 году в деревне Вяхтилево осталось 45 крестьянских дворов.
С 1917 по 1918 год деревня Вяхтелево входила в состав Покровской волости Царскосельского уезда.
С 1918 года в составе Вяхтелево-Местоловского сельсовета Вениокской волости Детскосельского уезда.
С 1919 года в составе Вениокско-Покровской волости.
С 1923 года в составе Слуцкой волости Гатчинского уезда.
С 1924 года в составе Монделево-Коккелевского сельсовета.
Согласно данным переписи населения СССР 1926 года в деревне Вяхтелево Монделево-Каккелевского сельсовета Слуцкой волости Троцкого уезда проживали 279 человек, большинство финны.
С 1927 года в составе Детскосельской волости.
По административным данным 1933 года деревня называлась Вихтелево и входила в состав Менделево-Коккелевского финского национального сельсовета Красногвардейского района.

План деревни Вяхтелево. 1939 год

С 1939 года в составе Антропшинского сельсовета Слуцкого района. Согласно топографической карте 1939 года деревня насчитывала 70 дворов.
В 1940 году население деревни Вяхтелево составляло 335 человек.
Деревня была освобождена от немецко-фашистских оккупантов 25 января 1944 года.
С 1953 года в составе Монделево-Коккелевского сельсовета Гатчинского района.
С 1954 года в составе Покровского сельсовета.
В 1958 году население деревни Вяхтелево составляло 223 человека.
С 1959 года в составе Антелевского сельсовета.
По данным 1966, 1973 и 1990 годов деревня Вяхтелево также входила в состав Антелевского сельсовета.
В 1997 году в деревне проживали 50 человек, в 2002 году — 94 человека (русские — 92%), в 2007 году — 91.

## География
Деревня расположена в северо-восточной части района на автодороге 41К-010 (Красное Село — Гатчина — Павловск).
Расстояние до административного центра поселения, деревни Пудомяги — 1,5 км.
Расстояние до ближайшей железнодорожной станции Кобралово — 4,5 км.
Через деревню протекает река Ижора.

## Демография
| 1862 | 2007 | 2010 | 2017 |
| ---- | ---- | ---- | ---- |
| 233  | ↘91  | ↗280 | ↘165 |

### Национальный состав
Согласно данным Всероссийской переписи населения 2021 года в деревне проживал 461 человек, из них:
 русские — 405, белорусы — 23, осетины — 10, украинцы — 5, узбеки — 4, армяне — 1, корейцы — 1, другие национальности — 9 человек, остальные национальность не указали.

## Улицы
Абрикосовая, Берёзовая, Вишнёвая, Добрынинская, Загородный переулок, Заречная, Зелёная, Каштановая, Кленовая, Коммунарская, Малая, Новая, Ореховая, Рябиновая, Тополиная, Удачный переулок, Широкая.

## Известные уроженцы
- Хуттунен, Иван Матвеевич (1928) — Герой Социалистического Труда, депутат Верховного Совета СССР[34][35][36].